# Ceraticelus silus
Ceraticelus silus är en spindelart som beskrevs av Charles Denton Dondale 1958. Ceraticelus silus ingår i släktet Ceraticelus och familjen täckvävarspindlar.
Artens utbredningsområde är Alaska. Inga underarter finns listade i Catalogue of Life.